# Stilbina hypaenides
Stilbina hypaenides är en fjärilsart som beskrevs av Otto Staudinger 1891. Stilbina hypaenides ingår i släktet Stilbina och familjen nattflyn. Inga underarter finns listade i Catalogue of Life.